# Понте (Беневенто)
Понте (итал. Ponte) — коммуна в Италии, располагается в регионе Кампания, в провинции Беневенто.
Население составляет 2457 человек (2008 г.), плотность населения составляет 90 чел./км². Занимает площадь 29 км². Почтовый индекс — 82027. Телефонный код — 0824.
Покровителем населённого пункта считается святой Sant’Antonio da Padova.

## Демография
Динамика населения:

## Администрация коммуны
- Официальный сайт: https://web.archive.org/web/20101018045722/http://www.comunediponte.it/